# Angle Tarn (Patterdale)
Der Angle Tarn ist ein See im Lake District, Cumbria, England. Der See liegt nördlich des Ortes Hartsop am südlichen Fuß der Angletarn Pikes in Patterdale. Der See hat keinen erkennbaren Zufluss und der Angletarn Beck bildet seinen Abfluss im Westen des Sees. 

## Siehe auch

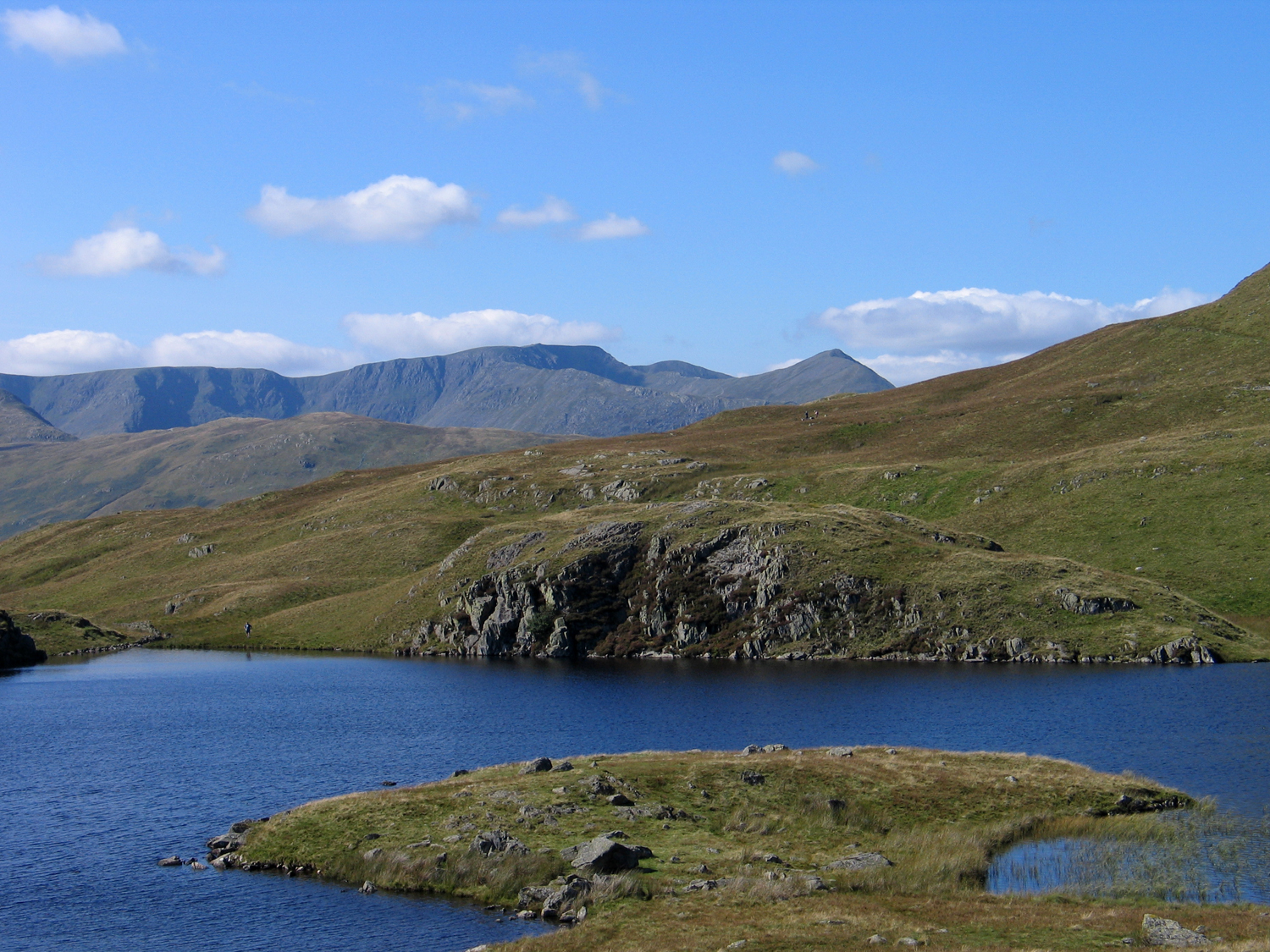
Promontory Fort im Angle Tarn